# NGC 6768
NGC 6768 est une galaxie elliptique située dans la constellation de la Couronne australe. Sa vitesse par rapport au fond diffus cosmologique est de 5 463 ± 25 km/s, ce qui correspond à une distance de Hubble de 80,42 ± 5,64 Mpc (∼262 millions d'al). NGC 6768 a été découverte par l'astronome britannique John Herschel en 1834.

À ce jour, une mesure non basée sur le décalage vers le rouge (redshift) donne une distance d'environ 77,300 Mpc (∼252 millions d'al). Cette valeur est à l'intérieur des valeurs de la distance de Hubble.

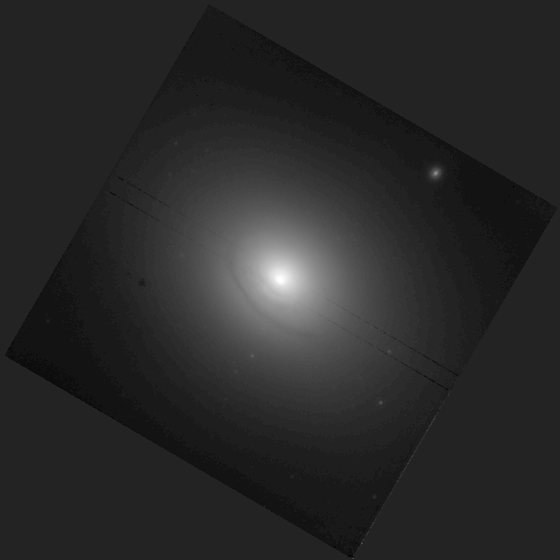
NGC 6768 par le télescope spatial Hubble.